# Griptape (album)
Griptape è il primo album in studio dei Further; venne pubblicato negli USA dalla Christmas Records nel 1992; venne ripubblicato nel Regno Unito come Super Griptape L.P. l'anno successivo dalla Ball Product, una etichetta della Creation Records.

## Tracce
| A1 | Overrated               |
| A2 | Filling Station         |
| A3 | Flounder (Übel)         |
| A4 | Real Gone               |
| A5 | Gimme Indie Fox         |
| A6 | Still                   |
| A7 | Smudge                  |
| A8 | Greasy                  |
| A9 | Bazzoka                 |
| B1 | Fix Its Broken          |
| B2 | Dont Need A Rope        |
| B3 | Fantastic Now           |
| B4 | Under And In            |
| B5 | The Death Of An A+R Man |
| B6 | Westward Ho             |

Edizione del 1993
| 1  | Totally Baked                | 6:33 |
| 2  | Don't Need A Rope            | 3:22 |
| 3  | Real Gone                    | 2:47 |
| 4  | Gimmie Indie Fox             | 4:08 |
| 5  | Greasy                       | 1:28 |
| 6  | Angela Rites Th Rckrs        | 5:19 |
| 7  | Bazooka                      | 1:31 |
| 8  | Still                        | 7:35 |
| 9  | Flounder (Ubel)              | 0:33 |
| 10 | Fix It's Broken              | 6:59 |
| 11 | Teenage Pants                | 3:17 |
| 12 | The Death Of An A&R Man      | 1:56 |
| 13 | Smudge                       | 2:19 |
| 14 | Fantastic Now                | 6:12 |
| 15 | Filling Station              | 4:49 |
| 16 | Under And In                 | 1:37 |
| 17 | Westward Ho (Wharton's Trip) | 8:52 |